# آداجیو (آلبینونی)
آداجیو در سل مینور (به انگلیسی: Adagio in G minor) نام یکی از قطعه‌های معروف  باروک است که توسط توماسو آلبینونی برای سازهای زهی، ویولن سولو و ارگ نوشته شده‌است. این اثر اولین بار توسط رمو جیازوتو در سال ۱۹۵۸ منتشر شد.